# Sede Rai di Palermo
La Sede Rai di Palermo è il centro di produzione radiotelevisiva regionale della Rai nella Sicilia.
Quotidianamente si trasmettono TG e GR regionali e si producono le rubriche Mediterraneo, Riva Sud, Buongiorno regione e il Settimanale della TGR.

## Storia
L'attuale sede Rai fu costruita nel 1986 in sostituzione delle vecchia ormai obsoleta, ma il lotto di terreno era già acquistato nel 1967.

## Direzione
Il responsabile della sede Rai per la Sicilia è Roberta De Cicco.

## Televisione

### Programmi
- Rai Sicilia
- Buongiorno Regione
- Il Settimanale
- Mediterraneo
- Riva Sud
- TG Regione
- Rai Meteo Regionale (14:20 e 19:55)